# Dinghof
Ein Dinghof (mhd. dinc-hof) ist ein größerer herrschaftlicher Gutsbetrieb, auch Herrschaftshof genannt. Er wurde oft von einem Vogt oder Meier verwaltet und besaß die niedere Gerichtsbarkeit; auf ihm wurden die jährlichen Gerichte abgehalten und die fälligen Abgaben eingezogen.
Die Einrichtung erfolgte meist durch Klöster, die damit ihre verstreuten kirchlichen Güter organisierten. Bei weltlichen Besitzern wurden die Dinghöfe in der Regel Herrenhof oder Fronhof genannt.

## Wortherkunft
Der Wortbestandteil Ding stammt von althochdeutschen ding, thing ab und war ursprünglich ein Rechtswort mit der Bedeutung gesetzlich festgelegte, regelmäßig abgehaltene (Gerichts-)Versammlung. Es leitet sich somit vom germanischen Thing ab.
Der Wortbestandteil Hof stammt von althochdeutschen hof ab. Dieser mehrdeutige Begriff muss hier mit umschlossener Platz, Raum übersetzt werden. Es handelt sich um eine Verwaltungseinheit und keine Siedlungseinheit.

## Dingrodel
Die Rechtsverhältnisse eines Dinghofes wurden in einem Dingrodel festgehalten. Dingrodel war eine im Elsass und im Schwarzwald gebräuchliche Bezeichnung für Weistum.